# Hiranagar
Hiranagar is een stad en “notified area” in het district Kathua van het Indiase unieterritorium Jammu en Kasjmir.

## Demografie
Volgens de Indiase volkstelling van 2001 wonen er 7.879 mensen in Hiranagar, waarvan 56% mannelijk en 44% vrouwelijk is. De plaats heeft een alfabetiseringsgraad van 73%. 